# Zulg
Die Zulg, am Oberlauf Fallbach genannt, ist ein etwa 23½ km langer rechter Nebenfluss der Aare im Schweizer Kanton Bern. Sie entwässert einen Abschnitt der Voralpen östlich des Aaretals und gehört zum Einzugsbereich des Rheins.

## Geographie

### Verlauf
Die Zulg entspringt unter dem Namen Fallbach auf einer Höhe von 1485,5 m ü. M. im Talkessel Grüenenberg in der Karstlandschaft zwischen den Kalkstöcken der Sieben Hengste und des Hohgant. Der Quellbereich liegt im Landschaftsschutzgebiet «Hohgant» des Bundesinventars der Landschaften und Naturdenkmäler von nationaler Bedeutung (BLN) sowie im Moorgebiet Habkern/Sörenberg, das im Bundesinventar der Moorlandschaften von besonderer Schönheit und von nationaler Bedeutung verzeichnet ist. Am Bachlauf befinden sich Alpweiden und Feuchtgebiete. Dem Bach entlang verläuft der Weg auf den Grünenbergpass, der ein historischer Verkehrsweg von nationaler Bedeutung ist. Nach etwa 1,5 Kilometer verlässt der Bergbach das Hochtal und fliesst nun zwei Kilometer weit durch das Gebiet «Rotmoos/Eriz», das ebenfalls im Bundesinventar der Moorlandschaften von besonderer Schönheit und von nationaler Bedeutung beschrieben ist. Neben dem Bachgraben sind zahlreiche Flachmoore vorhanden.
Ab Innereriz fliesst die Zulg westwärts durch ein relativ breites Tal mit flachem Talboden und einem mittleren Gefälle von 2 Prozent. Der Fluss befindet sich hier auf einer Strecke von 3 km im national bedeutenden Auengebiet Innereriz. Unterhalb des Weilers Linden senkt sie sich in ein unwegsames tiefes Kerbtal, den Zulggraben, ein und wird von steilen Felswänden flankiert. Das Gefälle erhöht sich im Mittellauf auf durchschnittlich 4 Prozent. Bei Aussereriz überquert die gedeckte Holzbrücke Koppisbrügg die Schlucht. Von Süden erhält die Zulg Zufluss durch die ebenfalls tief eingeschnittenen Bäche aus dem Hutgraben und dem Prässerental. Bei Schwarzenegg ist auf der rechten Seite des Zulggrabens am Hirschigrabe ein Amphibienlaichgebiet von nationaler Bedeutung ausgewiesen.
Das teilweise bis 300 Meter tiefe Zulgtal öffnet sich kurz vor Steffisburg, wo die Zulg in das Aaretal nördlich von Thun eintritt, an dessen östlichem Rand sie im Lauf der Zeit eine grosse Menge Geschiebe abgelagert hat.
Nordwestlich von Thun mündet sie in Heimberg beim Zulgspitz auf 548 m ü. M. von rechts in die Aare.
Ihr etwa 23,4 Kilometer langer Lauf endet circa 937,5 Höhenmeter unterhalb der Quelle ihres Oberlaufs Fallbach, sie hat somit ein mittleres Sohlgefälle von insgesamt ungefähr 40 Promille.

### Einzugsgebiet
Das 88,15 Quadratkilometer grosse Einzugsgebiet der Zulg liegt im Grenzbereich von Voralpen und Schweizer Mittelland und wird über die Aare und den Rhein zur Nordsee entwässert.
Es grenzt
- im Nordosten an das des Hombachs und an das des Schwarzbachs, die beide in die Emme münden
- im Osten an das des Bütlerschwandgrabens, der auch in die Emme mündet
- im Südosten an das des Traubachs oder Troubachs, der über den Lombach in den Thunersee entwässert
- im Süden an das des Grönbachs, an das des Guntebachs, an das des Riderbachs und an das des Hünibachs, die alle in den Thunersee münden
- im Südwesten an das des kleinen Chratzbachs, der in die Aare mündet
- und im Norden an die Einzugsgebiete der beiden Aarezuflüsse Toggelisgrabe und Rotache sowie an das des Röthenbachs, der in die Emme mündet.

Das Einzugsgebiet besteht zu 41,8 % aus bestockter Fläche, zu 47,7 % aus Landwirtschaftsfläche, zu 3,8 % aus Siedlungsfläche, zu 0,9 % aus Gewässerfläche und zu 5,8 % aus unproduktiven Flächen.
Die Flächenverteilung
Die mittlere Höhe des Einzugsgebietes beträgt 1132 m ü. M., die minimale Höhe liegt bei 546 m ü. M. und die maximale Höhe bei 2060 m ü. M.

### Zuflüsse
Direkte Zuflüsse und Abzweigungen grösser 2 km
(Von der Quelle zur Mündung)
- Chaltbach (rechts) (Dräckergraben), 3,8 km
- Sulzibach (links), 4,5 km
- Bödelibach (rechts), 2,4 km
- Bietengraben (rechts), 2,8 km
- Huetgraben (links), 5,7 km
- Wüeribach (Zulgbach) (links), 4,7 km
- Schwendigraben (links), 4,5 km
- Stägibach (links), 2,3 km
- Fischbach (links), 2,4 km
- Mülibach (linke Abzweigung), 2,9 km
- Schluuchbach (rechts), 3,7 km
- Bösbach (links), 2,6 km

## Hydrologie

### Abflussdaten
An der Mündung der Zulg in die Aare beträgt ihre modellierte mittlere Abflussmenge (MQ) 2,4 m³/s. Ihr Abflussregimetyp ist nivo-pluvial préalpin und ihre Abflussvariabilität beträgt 20.
Der  modellierte monatliche mittlere Abfluss (MQ) der Zulg in m³/s

### Hochwasserschutz
Hochwasserereignisse können bei der Schneeschmelze sowie bei ergiebigen Regenfällen während des Sommerhalbjahres auftreten. Bei Hochwasser führt die Zulg jeweils eine grosse Menge Geschiebe mit sich. Während der Mittellauf im Zulggraben in seinem natürlichen Zustand erhalten ist, wurden entlang des Oberlaufs Wildbachverbauungen erstellt, um die Talsohle zu fixieren und die Tiefenerosion sowie die Geröllführung einzudämmen. Kanalisiert und begradigt wurde die Zulg im Unterlauf im Bereich von Steffisburg. Als Massnahme für den Schutz der Wohngebiete vor Hochwassern wurden Dämme und Verbauungen errichtet. In Steffisburg soll von 2022 bis 2026 mit verschiedenen Massnahmen der Hochwasserschutz verbessert und gleichzeitig die Längsvernetzung (Längsvernetzung meint, insbesondere die Flussaufwärtswanderung der Fische zu ermöglichen) und damit die Biodiversität gefördert werden. Auch in Heimberg sollen entsprechende Massnahmen umgesetzt werden.

## Brücken
Auf seinem Weg führen rund 30 Brücken und Stege über den Fluss. Drei gedeckte Holzbrücken gibt es am Flusslauf: die Geisseggbrücke über den Fallbach (erstellt 2002) bei Innereriz, die Koppisbrücke (erbaut 1987) bei Eriz und die Zulgbrücke (neu erstellt 2023) bei Steffisburg. Kurz vor der Mündung in die Aare wird die Zulg von der Bernstrassebrücke (Hauptstrasse 6), der Radwegbrücke, der zwei BLS-Brücken an der Bahnlinie Bern-Thun, dem Glättemühleviadukt des A6-Autobahnzubringers und einem Steg überquert.

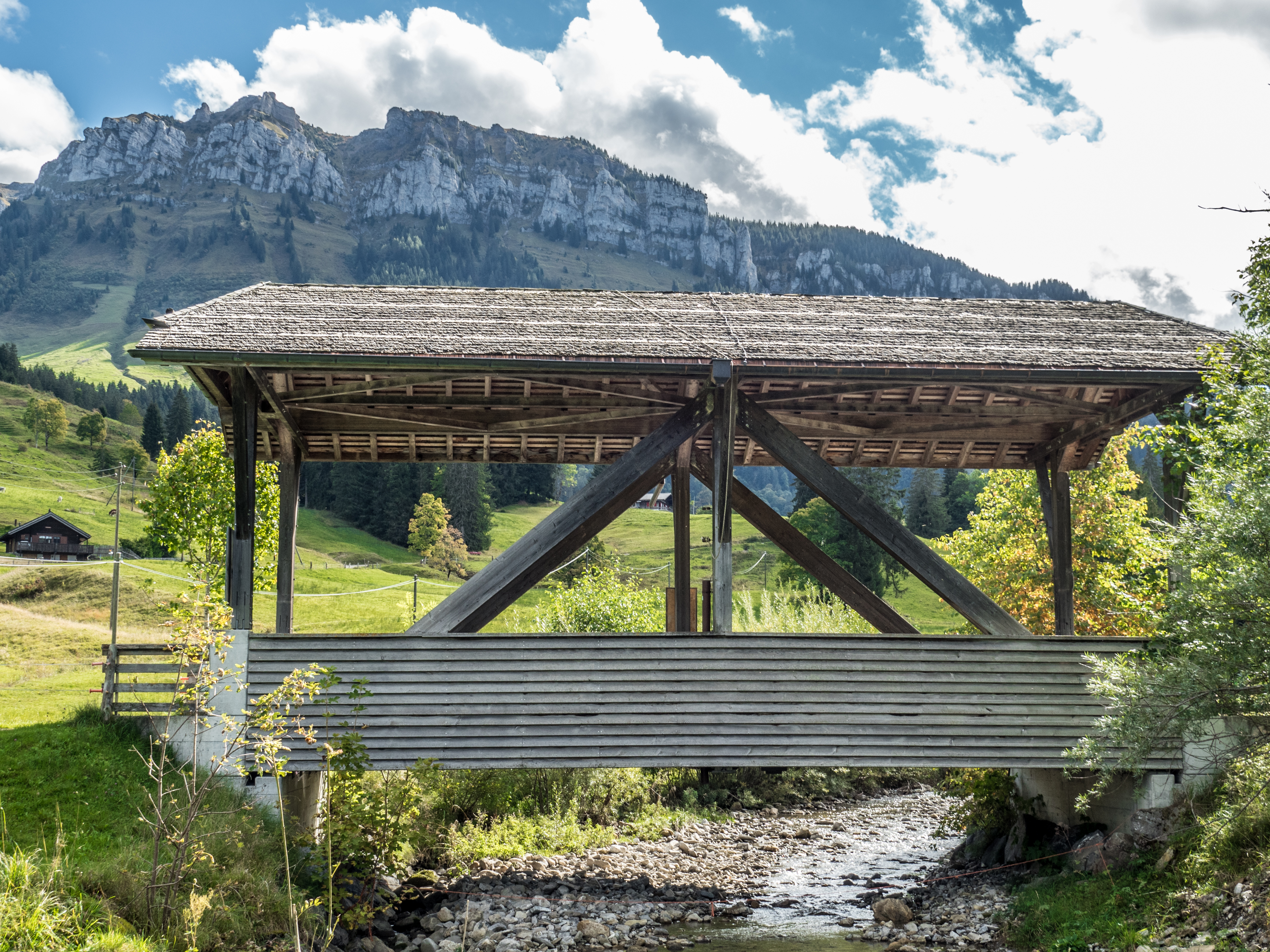
Geisseggbrücke von 2002 bei Innereriz
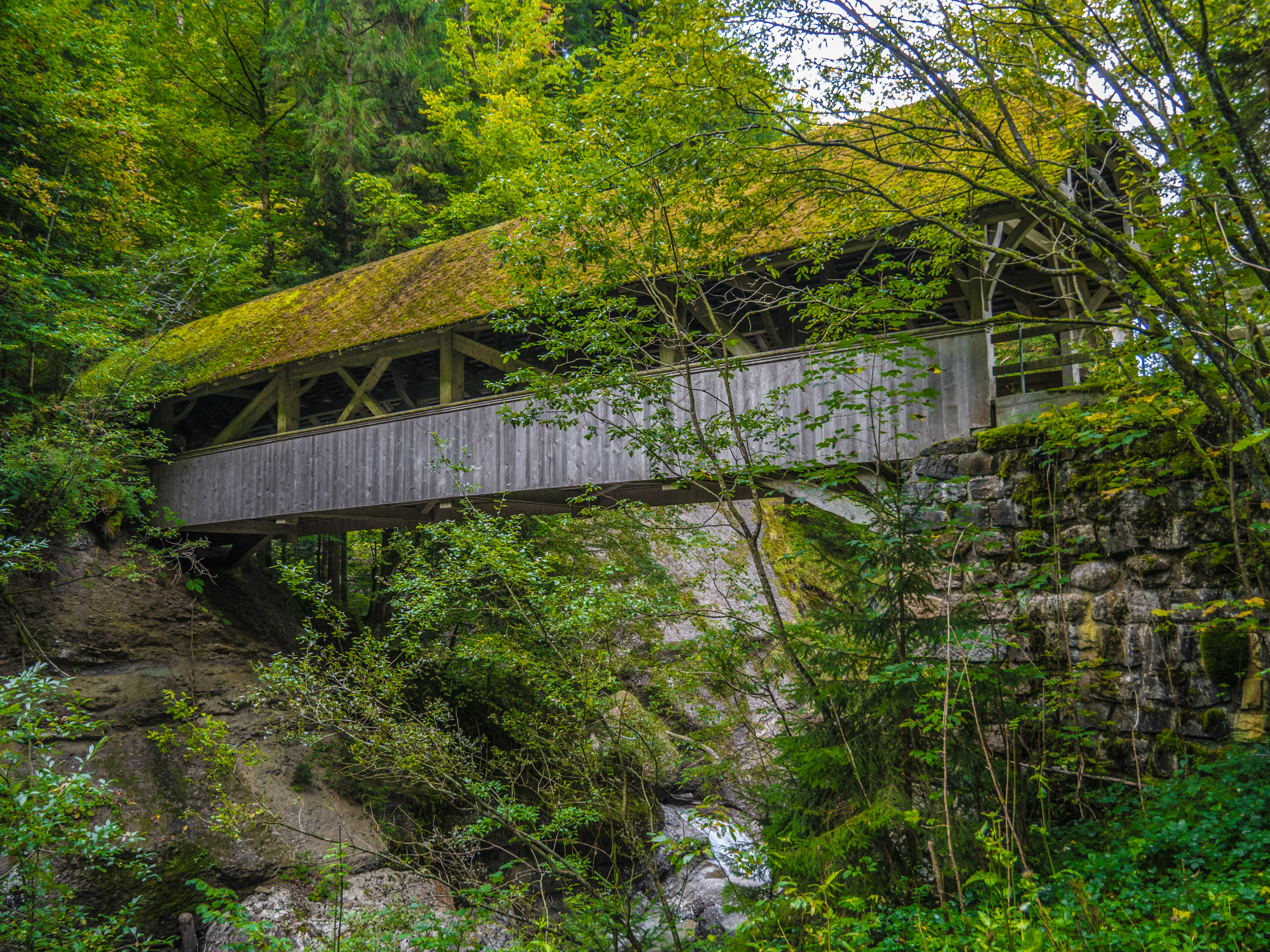
Koppisbrücke von 1987 bei Eriz
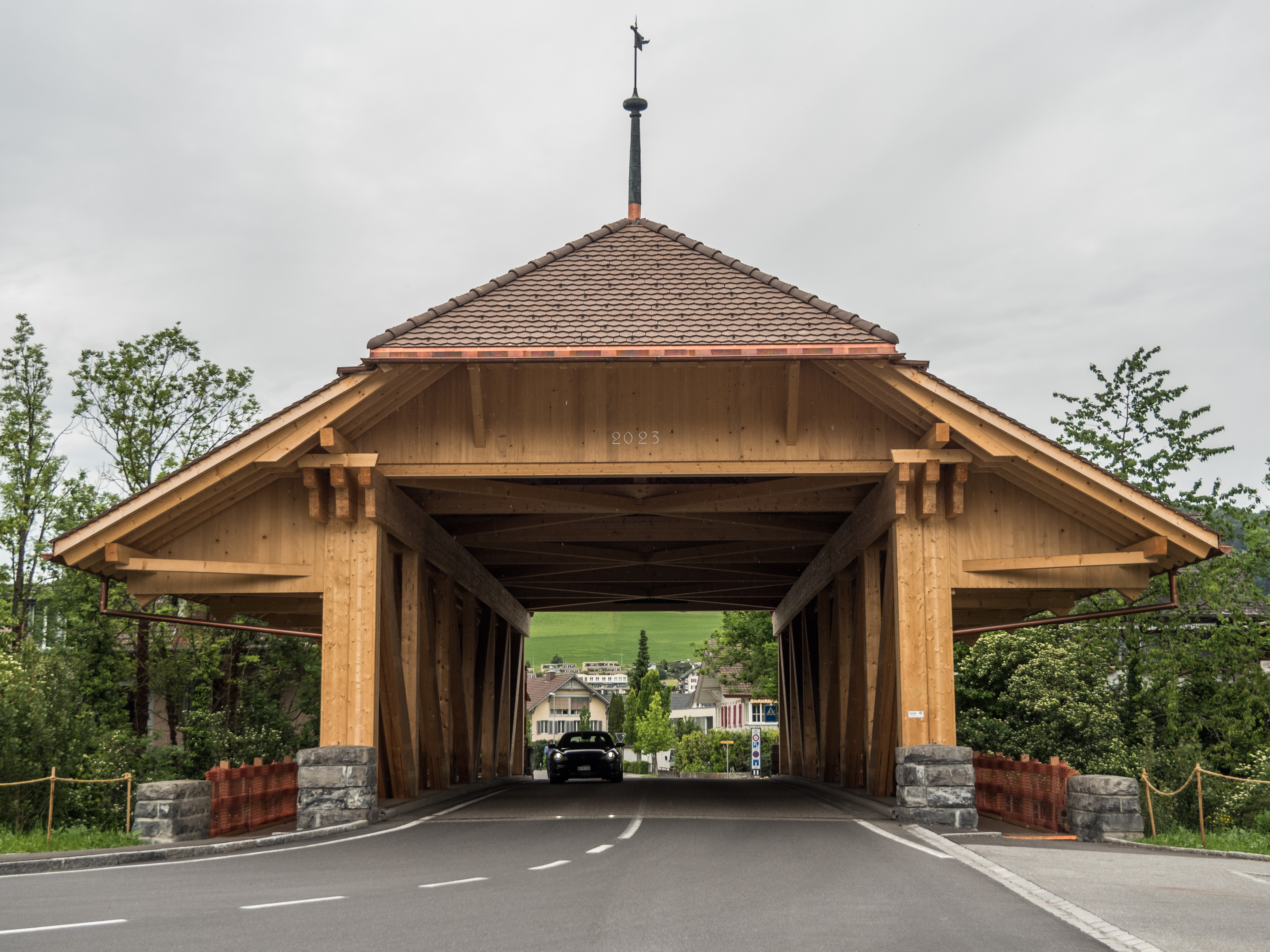
Zulgbrücke von 2023 bei Steffisburg
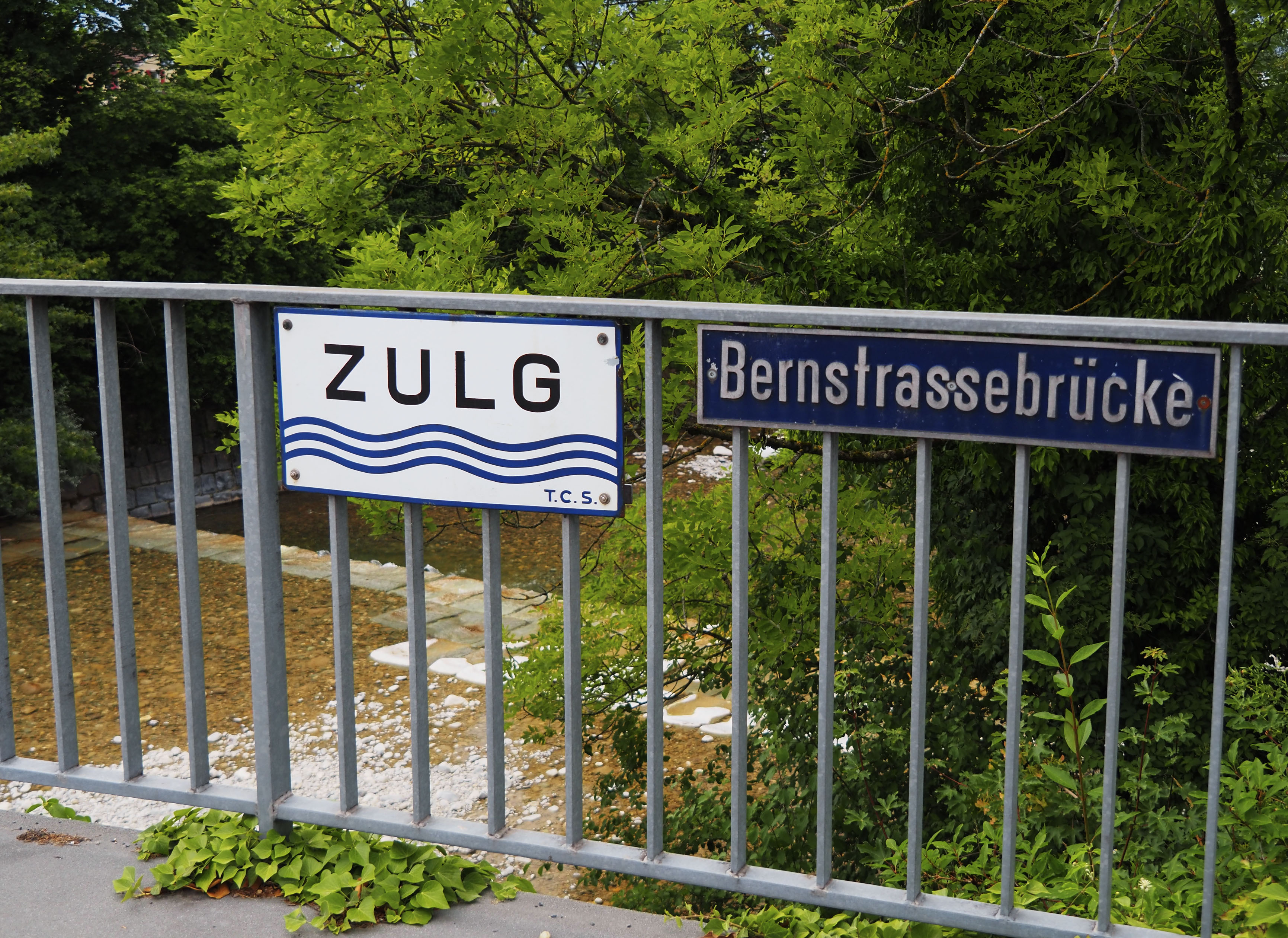
Bernstrassebrücke (Hauptstrasse 6) von 1952 bei Steffisburg
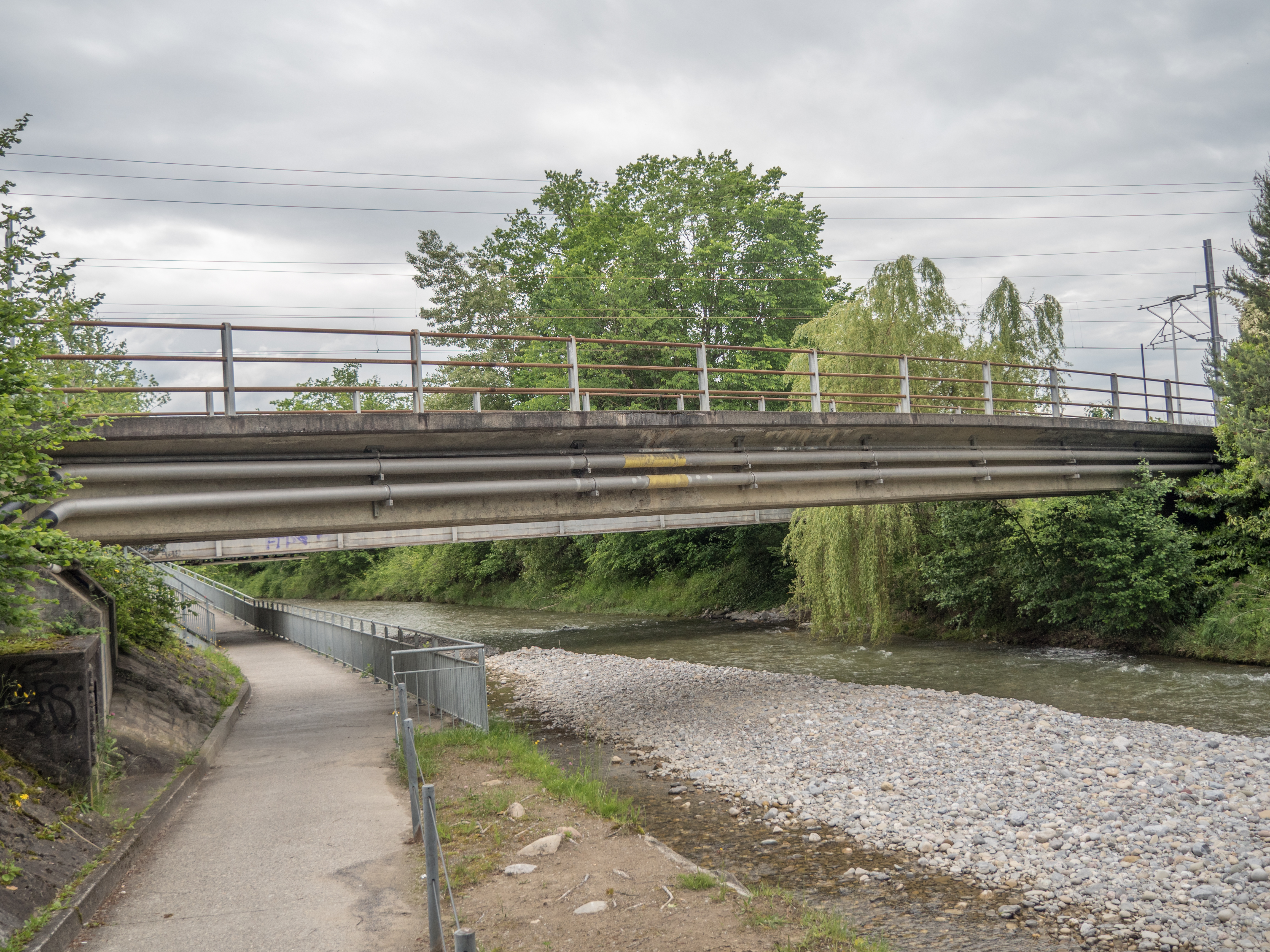
Radwegbrücke zwischen Steffisburg und Heimberg
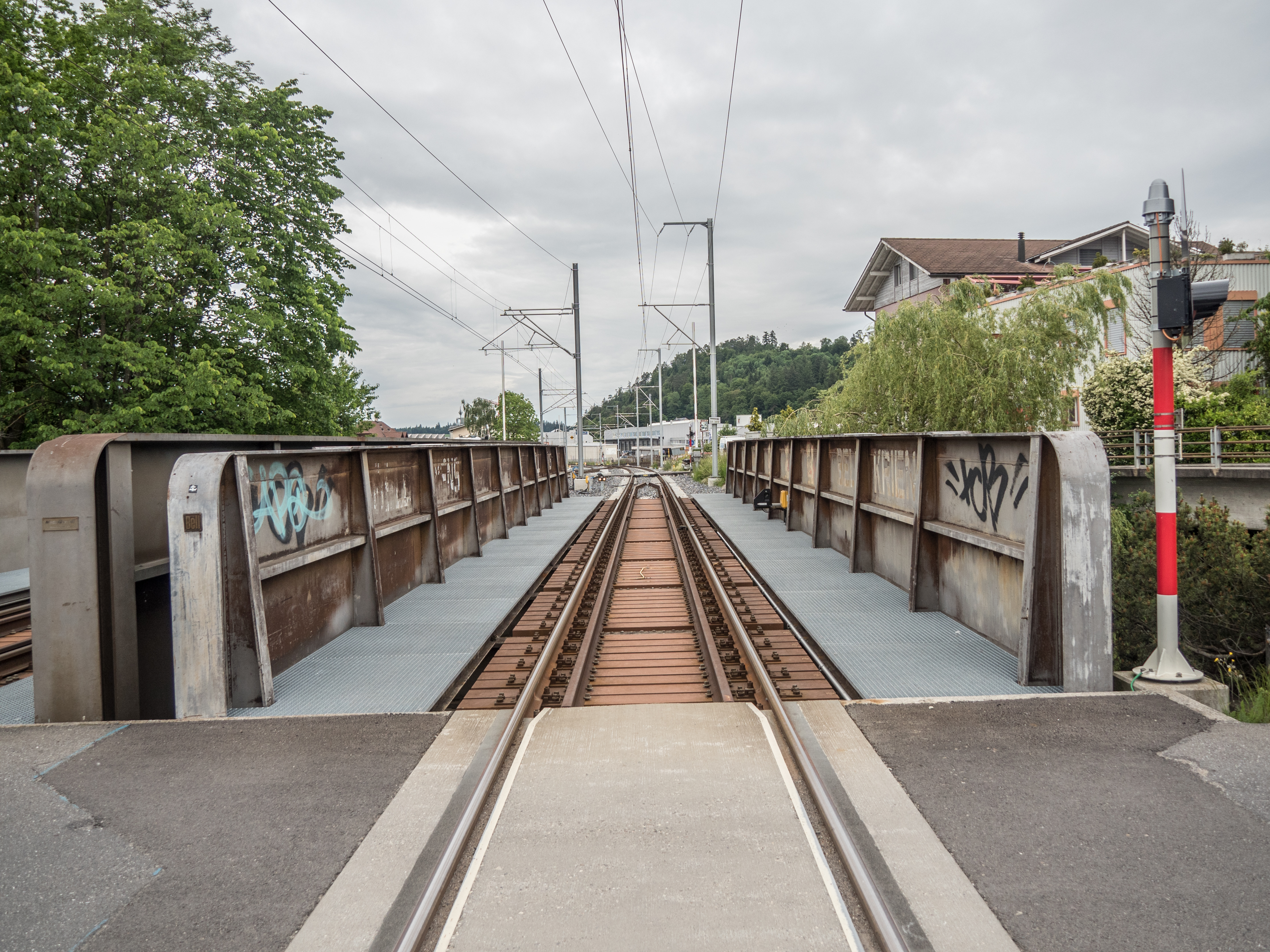
BLS-Brücke von 1963 bei Steffisburg
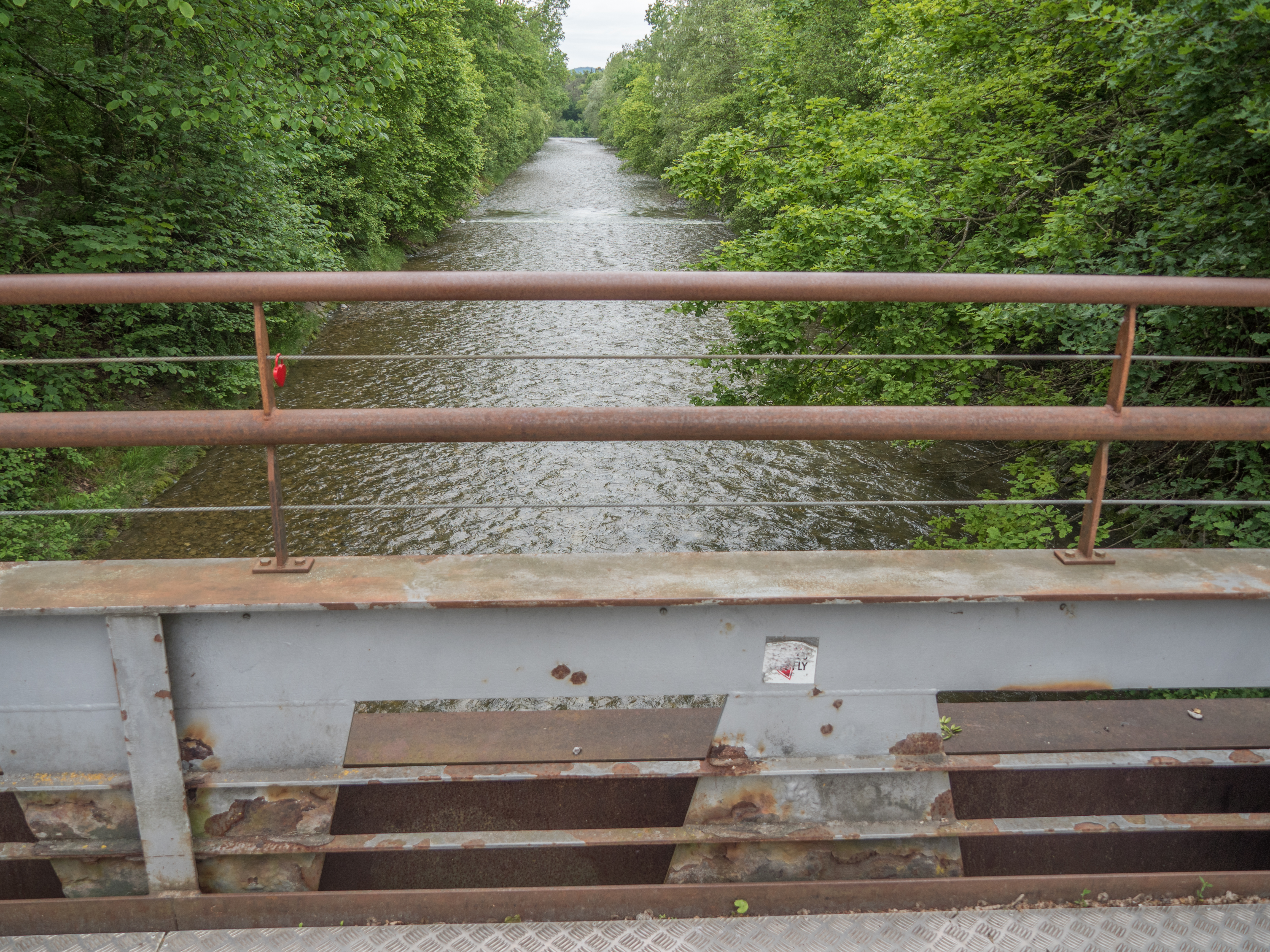
Kalisteg von 1970 bei Heimberg (letzte Zulgbrücke, die Mündung in die Aare ist auf dem Bild in der Ferne ersichtlich)